# إسماعيلي عليا
إسماعيلي عليا (بالفارسية: اسماعیلی علیا) هي قرية تقع في قسم نبوت الريفي (مقاطعة إيوان) في إيران. يقدر عدد سكانها بـ 110 نسمة .